# 황순희
황순희(黃順姬, 1919년 5월 3일 ~ 2020년 1월 17일)는 조선민주주의인민공화국의 정치인이다. 조선혁명박물관 관장 겸 조선로동당 중앙위원회 정치국 후보위원이었다.

## 경력
민국 8년(서기 1919년) 5월 3일 중화민국 길림성 연길현에서 태어났다. 일제강점기 중국 동북지방에서 김일성유격대 간호원으로 빨치산 활동을 했으며, 1945년 11월 북한에 돌아왔다. 1956년 3월 조선민주여성동맹 양강도위원회 위원장을 거쳐 1961년 9월 당 중앙위 후보위원에 선출되었다. 1965년 10월 조선혁명박물관 당 중앙위 위원장, 1969년 8월 조선민주여성동맹 중앙위 위원, 1969년 11월 당 중앙위 위원을 차례로 역임했다.
이후 1971년 10월 '여맹' 중앙위 비서, 1973년 6월 조선혁명박물관 당 중앙위 비서, 1977년 12월 '여맹' 부위원장 등을 지냈으며, 1980년 10월 당 중앙위 위원에 올랐다. 1988년 7월 조선혁명박물관 당 중앙위 비서를 거쳐 현재는 1990년 5월 조선혁명박물관 관장을 맡고 있다. 2010년 9월, 조선로동당 중앙위원회 후보위원에 선임되었다.

## 최고인민회의 대의원
1962년 10월 최고인민회의 제3기 대의원에 선출되었으며, 2003년 제11기까지 7차례(3~5기, 7~11기) 대의원을 지냈다.

## 수훈
1979년 5월 노력훈장과 1982년 4월 김일성훈장을 받았으며, 2005년 4월 러시아의 조국전쟁승리 60돌 기념메달, 2010년 5월 러시아의 조국전쟁승리 61돌 기념메달을 받았다.

## 기타
1994년 김일성, 1995년 오진우, 2011년 김정일 사망 당시에 국가장의위원회 위원을 맡았다.